# Eduard Petr
Eduard Petr, též Eduard Peter (4. září 1818 Rtyně nad Bílinou – 16. října 1898 Praha), byl rakouský římskokatolický duchovní, teolog, vysokoškolský pedagog a politik z Čech, koncem 60. let 19. století poslanec Českého zemského sněmu a rektor Karlo-Ferdinandovy univerzity.

## Biografie
Vystudoval teologii na Karlo-Ferdinandově univerzitě v Praze. 30. července 1843 byl vysvěcen na kněze. 4. října 1841 složil slib v Rytířském řádu křižovníků s červenou hvězdou v Praze. Roku 1846 získal titul doktora teologie. V období let 1848–1850 působil jako suplent pastorální teologie, od roku 1850 do roku 1889 působil jako řádný profesor studia Starého zákona a semitských jazyků na Karlo-Ferdinandově univerzitě. Ovládal hebrejštinu a aramejštinu. V roce 1856 byl děkanem kolegia doktorů teologie. Byl rovněž několikanásobným děkanem Katolické teologické fakulty Univerzity Karlovy. Tuto funkci zastával v roce 1860, 1865, 1869, 1872, 1883 a 1888. V roce 1869/1870 zastával funkci rektora Karlo-Ferdinandovy univerzity. Byl arcibiskupským notářem. Byl autorem spisů o gramatice orientálních jazyků. Měl titul vládního rady a roku 1889 získal Řád železné koruny III. třídy. V roce 1889 odešel do penze. Potom byl čestným profesorem Teologické fakulty pražské Německé univerzity.
V 60. letech se zapojil i do vysoké politiky. V letech 1869–1870 usedl na Český zemský sněm, kde působil jako virilista (tedy poslanec z titulu své funkce rektora pražské univerzity).
Ačkoliv vyučoval i na německé univerzitě, v některých zdrojích je uváděn národností jako Čech. Zemřel v říjnu 1898 v pražském křižovnickém klášteře.